# Cratere Galu
Galu  è un cratere sulla superficie di Marte.